# Haidi Streletz
Haidi Streletz, geb. Hermann (* 24. September 1931 in Marburg; † 16. Juni 2010) war eine deutsche Zahnärztin, Malerin und Politikerin (SPD).

## Leben und Beruf
Nach dem Schulbesuch nahm Streletz ein Studium der Zahnmedizin auf, welches sie mit der Promotion zum Dr. med. dent. beendete. Außerdem absolvierte sie eine Malereiausbildung in Frankfurt am Main und in Schweden. Anschließend arbeitete sie für neun Jahre im Ausland. Seit 1985 war sie Mitglied im Landesvorstand des Schutzbundes des Deutschen Waldes.

## Partei
Steletz trat der SPD bei, war in den Jahren 1973 bis 1979 Mitglied im Bezirksvorstand der SPD Hessen-Süd und gehörte dem Landesvorstand der SPD Hessen an. Sie war von 1974 bis 1982 Vorsitzende der Arbeitsgemeinschaft sozialdemokratischer Frauen (AsF) für den Bezirk Hessen-Süd, wurde 1981 zunächst in den AsF-Bundesvorstand und 1986 schließlich zur stellvertretenden AsF-Bundesvorsitzenden gewählt.

## Abgeordnete
Streletz war von 1968 bis 1985 Stadtverordnete der Stadt Heusenstamm und von 1972 bis 1976 Kreistagsmitglied des Kreises Offenbach. Sie wurde im Jahr 1974 in den hessischen Landtag gewählt und war dort seit 1983 Vorsitzende des Frauenausschusses sowie Sprecherin für Bio- und Gentechnik der SPD-Fraktion. 1995 schied sie aus dem Landtag aus. Sie kandidierte im Wahlkreis Offenbach Land II, wurde aber jeweils über die SPD-Landesliste in das Parlament gewählt.

## Ehrungen
- 1984: Bundesverdienstkreuz am Bande
- 1991: Bundesverdienstkreuz I. Klasse